# Hans Horkheimer
Hans Horkheimer (Stuttgart, 20 de junio de 1901-Lima, 24 de octubre de 1965) fue un arqueólogo y peruanista alemán. Nació en 1901 en Stuttgart, Alemania. Realizó sus estudios en las universidades de Heidelberg, Múnich y Erlangen; en 1923 logró el título de Doctor en Filosofía con la tesis «El Relativismo en la Filosofía Alemana». Antes de comenzar en la arqueología desempeñó el puesto de director de una revista de crítica de arte. Relacionándose con círculos americanistas de Alemania, empezó a interesarse en los problemas del pasado de América, hasta que en 1939 vino al Perú. Fue contratado por la Universidad de Trujillo, trabajando en la cátedra de Arqueología y la Dirección del Instituto de Antropología donde fue el fundador. En 1947 dejó la capital norteña para vivir en Lima, asumiendo en 1948 el cargo de Asesor Aerocultural del Ministerio de Aeronáutica. En 1961 la Mancomunidad Alemana para el Desarrollo de la Ciencia le encomendó el Proyecto Chancay; los resultados de estos trabajos fueron presentados en la Exposición del Museo de Arte en 1962. Fue premiado por el Gobierno de Alemania con el más alto grado y en Perú con las Palmas Magisteriales. Horkheimer realizó para el Museo Nacional de Antropología y Arqueología una síntesis bibliográfica a base de sus anteriores trabajos titulada Identificación y bibliografía de importantes sitios prehispánicos del Perú; publicada en homenaje en 1965. En 1958 la UNESCO editó su trabajo con el título La alimentación en el Perú Prehispánico y su interdependencia con la agricultura.
Pañamarca
Hans Horkheimer y Gonzalo de Reparaz ofrecieron las primeras noticias acerca de una valiosa pintura mural, develada en 1958 por huaqueros en Pañamarca. Con el apoyo de Gonzalo de Reparaz, que por entonces fungía de representante de la UNESCO, Duccio Bonavia realizó un prolijo análisis de este testimonio pictórico (1959).
Fortaleza de Acaray
Horkheimer fue quien llamó la atención por primera vez sobre Acaray, escribiendo un artículo en 1962 en la revista peruana Caretas, publicada en Lima. Llamándola Fortaleza de Huaura, consideró que Acaray era una verdadera fortaleza, en contraste con el sitio vecino, y mucho más conocido, de Paramonga (perteneciente a la Cultura Chimú), en el valle del río Pativilca, cuyo carácter defensivo se estaba discutiendo. Horkheimer señala la abundancia, en la superficie del yacimiento, de guijarros pulidos por el río, que probablemente se utilizaron como proyectiles o piedras de honda.

## Publicaciones
- Vistas Arqueológicas del Noroeste del Perú.[4] Instituto Arqueológico de la Universidad Nacional de Trujillo; Trujillo, 1944; Pp. 83. (84 Figs., 1 mapa plegable).
- Breve bibliografía sobre el Perú Prehispánico.[4][2][3] En: Fénix, N° 5, 1er Semestre 1947, Lima Pp. 372; pp. 200-282.
- El Perú Prehispánico.[4][13][14] (Tomo I). Editorial Cultura Antartica S.A., Lima, 1950; pp. 291 (7 cuadros, 75 ilustraciones).
- Guía bibliográfica de los principales sitios arqueológicos del Perú.[4][2][3] En: Boletín Bibliográfico de la Biblioteca Central de la Universidad Nacional de San Marcos, Vol. XX, Año XXIII, N° 3-4, Lima 1950; pp. 181-234.
- Algunas consideraciones de la Arqueología en el Valle del Utcubamba.[4] En: Actas del II Congreso Nacional de Historia del Perú, Lima, 1959; Época Prehispánica, Vol. I; Pp. 380; pp. 71-90 (11 láminas).
- La alimentación en el Perú Prehispánico y su interdependencia con la agricultura.[4][2][3][10] UNESCO.[9] Programa de estudios de la zona árida peruana. 1958. Pp. 106.
- Identificación y bibliografía de importantes sitios prehispánicos del Perú.[4][2][3][8] Arqueológicas, 8, Publicaciones del Instituto de Investigaciones Antropológicas. Museo Nacional de Antropología y Arqueología, Pueblo Libre, Lima 1965; Pp. 51 + B14.
- La Cultura Inca.[4] (Con Federico Kauffmann Doig). Las Grandes Civilizaciones del Antiguo Perú, Tomo V, Lima 1965, Peruano Suiza S.A.; Pp. 154.

## Reconocimientos
- Orden de las Palmas Magisteriales, Perú[4]
- Condecoración de alto grado por el Gobierno de Alemania[4]